# Mazovské knížectví
Mazovské knížectví (polsky Księstwo Mazowieckie) byl středověký stát náležící k polským knížectvím. Vzniklo v roce 1138 po rozpadu království Piastovců. Rozkládalo se v zhruba oblasti historické země Mazovska na severovýchodě Polského království, s nikterak geograficky definovaným územím a hranicemi, politicky drobilo až do tří samostatných knížectví, která se v průběhu let opět spojovala dohromady. Znovu sjednocené knížectví bylo v roce 1526 začleněno do království Jagellonců již jako vojvodství.

## Historie
Mazovské knížectví se do dějin výrazně zapsalo jako aktér pruské křížové výpravy, při níž bylo ze severu vystavováno loupeživým nájezdům pohanských Prusů a kdy si kníže Konrád Mazovský pozval na pomoc Řád německých rytířů, aby proti nim zasáhl a na Prusech dobytá území si jako odměnu ponechal. Původně vítaný spojenec se časem ukázal být hrozbou samotné existenci polského státu. V bitvě u Grunwaldu roku 1410 bojovala mazovská knížata na polsko-litevské straně proti Řádu.

## Fragmentace Mazovska
| 1138–1275    | Mazovské knížectví          | Mazovské knížectví          | Mazovské knížectví          | Mazovské knížectví          | Mazovské knížectví          | Mazovské knížectví          | Mazovské knížectví          | Mazovské knížectví          | Mazovské knížectví          | Mazovské knížectví             | Mazovské knížectví             | Mazovské knížectví             | Mazovské knížectví             | Mazovské knížectví             | Mazovské knížectví             |
| 1275–1294    | Czerské knížectví           | Czerské knížectví           | Czerské knížectví           | Czerské knížectví           | Czerské knížectví           | Czerské knížectví           | Płocké knížectví            | Płocké knížectví            | Płocké knížectví            | Płocké knížectví               | Płocké knížectví               | Płocké knížectví               | Płocké knížectví               | Płocké knížectví               | Płocké knížectví               |
| 1294–1310    | Mazovské knížectví          | Mazovské knížectví          | Mazovské knížectví          | Mazovské knížectví          | Mazovské knížectví          | Mazovské knížectví          | Mazovské knížectví          | Mazovské knížectví          | Mazovské knížectví          | Mazovské knížectví             | Mazovské knížectví             | Mazovské knížectví             | Mazovské knížectví             | Mazovské knížectví             | Mazovské knížectví             |
| 1310–1313    | Czerské knížectví           | Czerské knížectví           | Czerské knížectví           | Mazovské knížectví          | Mazovské knížectví          | Mazovské knížectví          | Mazovské knížectví          | Mazovské knížectví          | Mazovské knížectví          | Mazovské knížectví             | Mazovské knížectví             | Mazovské knížectví             | Mazovské knížectví             | Mazovské knížectví             | Mazovské knížectví             |
| 1313–1345    | Varšavské knížectví         | Varšavské knížectví         | Varšavské knížectví         | Varšavské knížectví         | Varšavské knížectví         | Varšavské knížectví         | Rawské knížectví            | Rawské knížectví            | Rawské knížectví            | Płocké knížectví               | Płocké knížectví               | Płocké knížectví               | Płocké knížectví               | Płocké knížectví               | Płocké knížectví               |
| 1345–1349    | Varšavsko-rawské knížectví  | Varšavsko-rawské knížectví  | Varšavsko-rawské knížectví  | Varšavsko-rawské knížectví  | Varšavsko-rawské knížectví  | Varšavsko-rawské knížectví  | Varšavsko-rawské knížectví  | Varšavsko-rawské knížectví  | Varšavsko-rawské knížectví  | Płocké knížectví               | Płocké knížectví               | Płocké knížectví               | Płocké knížectví               | Płocké knížectví               | Płocké knížectví               |
| 1349–1351    | Varšavské knížectví         | Varšavské knížectví         | Varšavské knížectví         | Varšavské knížectví         | Varšavské knížectví         | Varšavské knížectví         | Rawské knížectví            | Rawské knížectví            | Rawské knížectví            | Płocké knížectví               | Płocké knížectví               | Płocké knížectví               | Płocké knížectví               | Płocké knížectví               | Płocké knížectví               |
| 1351–1355    | Varšavské knížectví         | Varšavské knížectví         | Varšavské knížectví         | Varšavské knížectví         | Varšavské knížectví         | Varšavské knížectví         | Rawské knížectví            | Rawské knížectví            | Rawské knížectví            | anektováno Polským královstvím | anektováno Polským královstvím | anektováno Polským královstvím | anektováno Polským královstvím | anektováno Polským královstvím | anektováno Polským královstvím |
| 1355–1370    | Varšavsko-rawské knížectví  | Varšavsko-rawské knížectví  | Varšavsko-rawské knížectví  | Varšavsko-rawské knížectví  | Varšavsko-rawské knížectví  | Varšavsko-rawské knížectví  | Varšavsko-rawské knížectví  | Varšavsko-rawské knížectví  | Varšavsko-rawské knížectví  | anektováno Polským královstvím | anektováno Polským královstvím | anektováno Polským královstvím | anektováno Polským královstvím | anektováno Polským královstvím | anektováno Polským královstvím |
| 1370–1381    | Mazovské knížectví          | Mazovské knížectví          | Mazovské knížectví          | Mazovské knížectví          | Mazovské knížectví          | Mazovské knížectví          | Mazovské knížectví          | Mazovské knížectví          | Mazovské knížectví          | Mazovské knížectví             | Mazovské knížectví             | Mazovské knížectví             | Mazovské knížectví             | Mazovské knížectví             | Mazovské knížectví             |
| 1381–1434    | Varšavské knížectví         | Varšavské knížectví         | Varšavské knížectví         | Płocko-rawské knížectví     | Płocko-rawské knížectví     | Płocko-rawské knížectví     | Płocko-rawské knížectví     | Płocko-rawské knížectví     | Płocko-rawské knížectví     | Płocko-rawské knížectví        | Płocko-rawské knížectví        | Płocko-rawské knížectví        |                                |                                |                                |
| 1434–1442/59 | Varšavské knížectví         | Varšavské knížectví         | Varšavské knížectví         | Rawské knížectví            | Rawské knížectví            | Rawské knížectví            | Płocké knížectví            | Płocké knížectví            | Płocké knížectví            | Belžské knížectví              | Belžské knížectví              | Belžské knížectví              |                                |                                |                                |
| 1442/59–1462 | Varšavské knížectví         | Varšavské knížectví         | Varšavské knížectví         | Płocko-rawské knížectví     | Płocko-rawské knížectví     | Płocko-rawské knížectví     | Płocko-rawské knížectví     | Płocko-rawské knížectví     | Płocko-rawské knížectví     | Płocko-rawské knížectví        | Płocko-rawské knížectví        | Płocko-rawské knížectví        | Płocko-rawské knížectví        | Płocko-rawské knížectví        | Płocko-rawské knížectví        |
| 1462–1471    | Mazovské knížectví          | Mazovské knížectví          | Mazovské knížectví          | Mazovské knížectví          | Mazovské knížectví          | Mazovské knížectví          | Mazovské knížectví          | Mazovské knížectví          | Mazovské knížectví          | Mazovské knížectví             | Mazovské knížectví             | Mazovské knížectví             | Mazovské knížectví             | Mazovské knížectví             | Mazovské knížectví             |
| 1471–1488    | Czerské knížectví           | Czerské knížectví           | Czerské knížectví           | Czerské knížectví           | Czerské knížectví           | Varšavské knížectví         | Varšavské knížectví         | Varšavské knížectví         | Varšavské knížectví         | Varšavské knížectví            | Płocké knížectví               | Płocké knížectví               | Płocké knížectví               | Płocké knížectví               | Płocké knížectví               |
| 1488–1495    | Czersko-varšavské knížectví | Czersko-varšavské knížectví | Czersko-varšavské knížectví | Czersko-varšavské knížectví | Czersko-varšavské knížectví | Czersko-varšavské knížectví | Czersko-varšavské knížectví | Czersko-varšavské knížectví | Czersko-varšavské knížectví | Czersko-varšavské knížectví    | Płocké knížectví               | Płocké knížectví               | Płocké knížectví               | Płocké knížectví               | Płocké knížectví               |
| 1495–1526    | Mazovské knížectví          | Mazovské knížectví          | Mazovské knížectví          | Mazovské knížectví          | Mazovské knížectví          | Mazovské knížectví          | Mazovské knížectví          | Mazovské knížectví          | Mazovské knížectví          | Mazovské knížectví             | Mazovské knížectví             | Mazovské knížectví             | Mazovské knížectví             | Mazovské knížectví             | Mazovské knížectví             |

## Symbolika

znaky mazovských knížectví:
Mazovští Piastovci (Płocké knížectví)
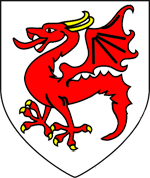
Czerské knížectví
Czersko-varšavské knížectví

mazovské korouhve:
Płocké knížectví
Czersko-varšavské knížectví